# Vestergade (Odense)
 For alternative betydninger, se Vestergade. (Se også artikler, som begynder med Vestergade)
Vestergade er en af Odenses gågader; en anden er Kongensgade, som munder ud i Vestergade.
Gaden, der begynder ved Thomas B. Thriges Gade i øst og slutter ved Vesterbro i vest, rummer mange butikker, bl.a. et Magasin-stormagasin. I de senere år er der kommet flere og flere kædebutikker i gaden, hvis butikslejemål er blandt byens absolut dyreste. 
Vestergade blev første gang nævnt i 1285. Sammen med Overgade og Nørregade var den overklassens foretrukne boligområde.[kilde mangler]
Gaden er også nævnt i Carl Nielsen erindringer Min fynske barndom. Det var på en beværtning i gaden at Nielsen mødte den gamle pianist Outzen som måtte leve af nådsensbrød af gæstgiveren.
Nielsen skrev om Outzen: "jeg skylder ham mine første stærke Indtryk af den højeste Musik."
I Erik Clausens film, der baserer sig på erindringerne, er mødet mellem de to musikere også skildret.
- Apoteket Ørnen, Vestergade 80
- Café Vivaldi på hjørnet af Jernbanegade
- Odense Postorkester ved åbningen af Odense Letbane i 2022
- Den hollandske kunstner Leon Keer (en) i aktion i 2014